# Telmatoscopus hajeki
Telmatoscopus hajeki és una espècie d'insecte dípter pertanyent a la família dels psicòdids que es troba a Europa: Txèquia.